# 抵抗変化型メモリ
抵抗変化型メモリ（ていこうへんかがたメモリ、ReRAM、英: resistive random access memory）は電圧の印加による電気抵抗の変化を利用した半導体メモリー。RRAMなどとも呼ばれる。なおRRAMはシャープの登録商標である。
ReRAMは電圧印加による電気抵抗の大きな変化（電界誘起巨大抵抗変化、CER効果）を利用しており、
- 電圧で書き換えるため（電流が微量で）消費電力が小さい
- 比較的単純な構造のためセル面積が約6F2（Fは配線の径で、数十nm程）と小さく、高密度化（=低コスト化）が可能
- 電気抵抗の変化率が数十倍にものぼり、多値化も容易
- 読み出し時間が10ナノ秒程度と、DRAM並に高速

といったデバイスとしての利点がある。

## 原理

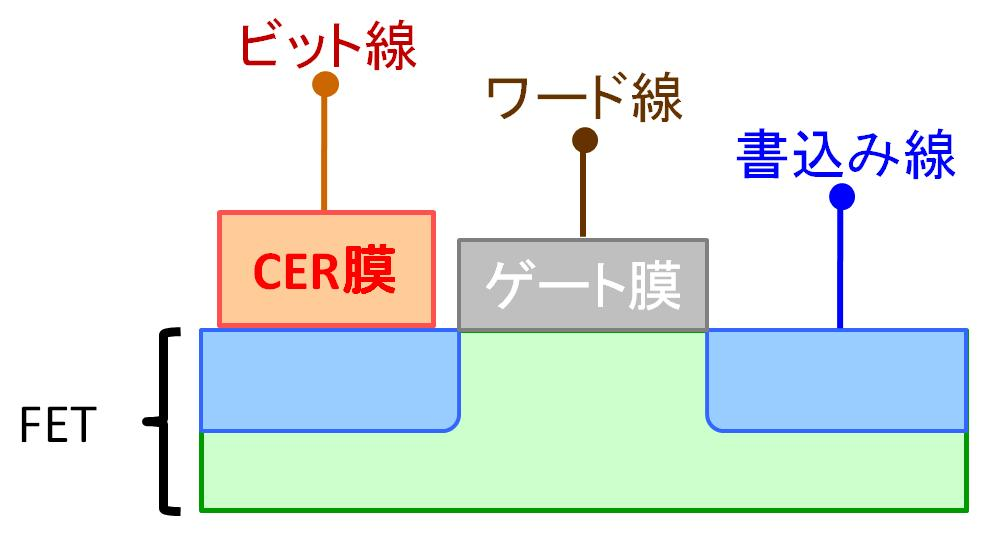
ReRAMのセル構造

電界誘起巨大抵抗変化には、金属酸化物と電極の界面での抵抗変化と、金属酸化物中での電導経路の抵抗変化の2種類の原理がある。このうち前者の界面型は印加電圧の向きに依存するバイポーラ型の挙動を示し、ペロブスカイト構造の金属酸化物を用いるものが多い。後者の電導経路型は電圧の向きよりも絶対値に依存するノンポーラ型の挙動を示し、2元系金属酸化物に多く見られる。RRAMの中のCMR膜にはこの内のどちらか一方が使われ、メーカーごとに特色がある。
ReRAMデバイスの個々のセルは、右図のように電界効果トランジスタ（FET）にCMR膜が直列に組み合わさった構造をしている。ワード線に電圧を印加してセルを選択し、書込み線とビット線の間に電圧を印加して抵抗値を変化させ、データを書き込む。トランジスタと抵抗が1つずつしかいらない1T1Rと呼ばれる単純な構造のため、セル面積が小さく高密度化が可能である。

## 歴史
電界誘起巨大抵抗変化は、低温における巨大磁気抵抗効果などと関連した現象として、強相関電子系物質のPr0.7Ca0.3MnO3（PCMO）を用いた実験で十倉好紀らのグループによって1997年に発見されている。しかし、この実験では製造コストの高い単結晶を用いており、温度も40K（＝マイナス233℃）と非常に低い事から、デバイスへの応用は困難と考えられていた。
一方オランダのフィリップスの研究所は、安価な薄膜のチタン酸鉛を用いて1994年に室温での電界誘起による電気抵抗変化を実現したが、変化率が小さいという問題があった。しかし、2000年にヒューストン大学のZhuangらは室温でPCMO薄膜と銀・白金の界面で数十倍もの抵抗変化に成功し、同年にIBMもクロムを添加したチタン酸ストロンチウムで室温実験に成功して動作メカニズムについて発表を行ない、この頃から実用化へ向けた研究が急速に進展している。2002年には、シャープが同社のアメリカ法人およびヒューストン大学と共同で、PCMO薄膜を用いた64ビットのReRAMデバイスを学会で発表している。
その後、2004年にはサムスン電子が酸化ニッケルを使い、2005年にはアメリカのスパンション社が酸化銅に窒化チタン・銅の電極の組み合わせ、2006年には富士通が二酸化チタンと白金電極でReRAMデバイスを作製した 。この他、インテルが2005年からReRAMの研究会を主催している。NAND型フラッシュメモリなどの代替を念頭に、2010年頃の実用化を各社が目指した。
- 2011年5月、パナソニックがReRAMの世界初の量産化を発表した。2メガビット級の製品を2011年末にサンプル出荷、その後2012年から量産に入る計画。従来のフラッシュメモリーに比べて処理速度で10倍ほど上回り、テレビなどの待機電力を従来の3分の1以下に抑えられるとした[7]。
- 2012年
  - 1月、エルピーダメモリが回路線幅50nmで64Mビット試作メモリセルの動作を確認、今後は2013年に30nmプロセスで容量がギガビット級のReRAMの量産を目指す[8]。
  - 5月には、会社更生法を適用したエルピーダメモリを、マイクロン・テクノロジ社が支援する事を表明[9]。
  - 6月には中央大学がReRAMとNANDフラッシュメモリを組み合わせたSSDのアーキテクチャを開発した[10]。

2015年に発表された3D XPoint(Optane)は、抵抗変化型メモリとは異なると主張されているが、似ているという指摘もある。